# Joint Support Ship

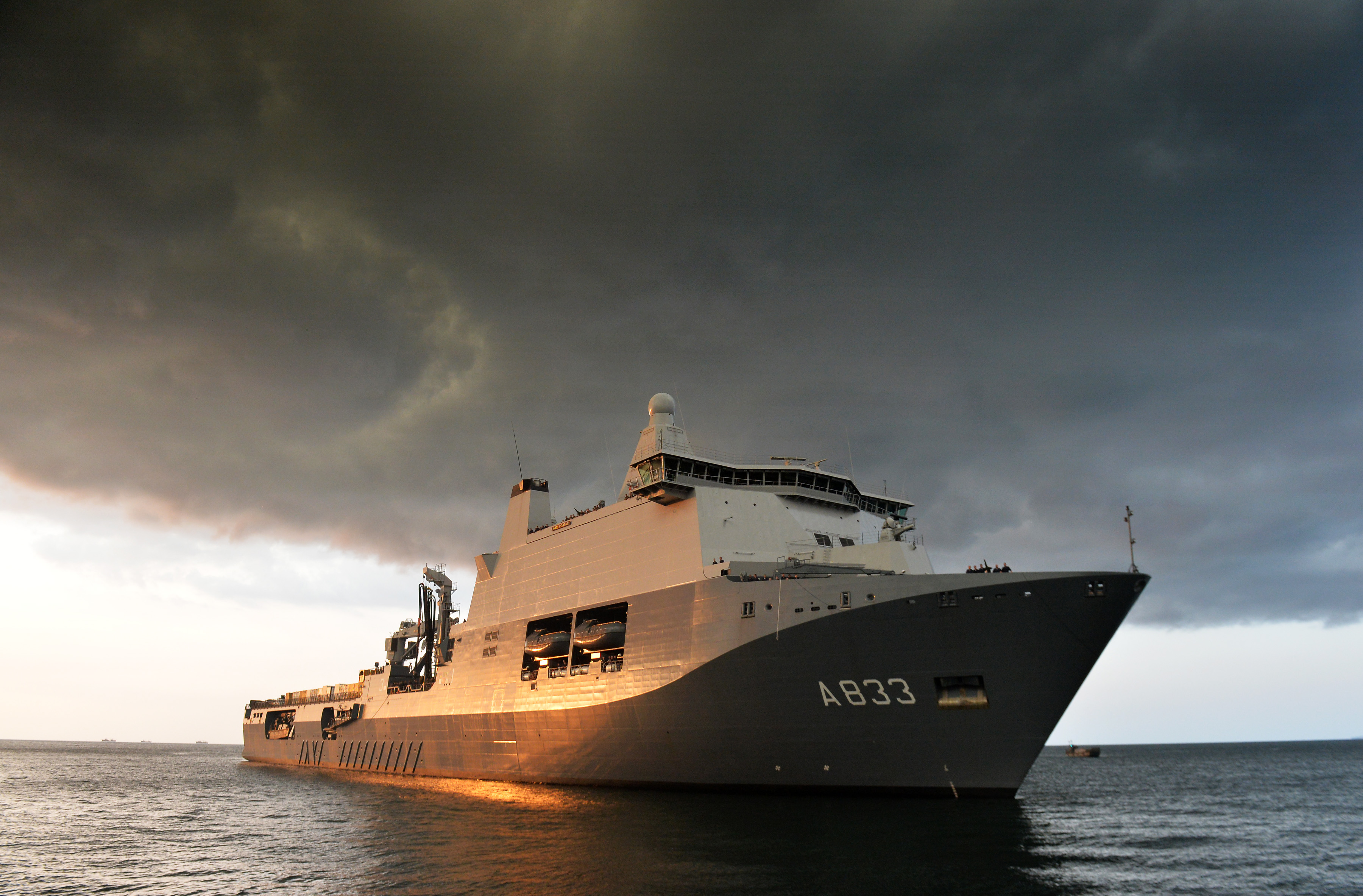
Die Zr. Ms. Karel Doorman – logistisches Unterstützungsschiff der niederländischen Marine

Joint Support Ship (JSS, deutsch Einsatztruppen-Unterstützungsschiff) ist eine Oberbezeichnung von multifunktionalen Schiffen der Marine zur Durchführung und Unterstützung von amphibischen Operationen durch See- und Luftverladung von Ausrüstung und Truppe sowie deren Versorgung im Einsatz mit Nachschubmaterial.
Ein JSS dient zusätzlich als schwimmende Kommandozentrale zur Koordination der beteiligten Kräfte, beispielsweise als Flaggschiff im Rahmen einer multinationalen Combined Joint Task Force. Ebenso kann es zur Krisenbewältigung bei Naturkatastrophen mit logistischer und sanitärer Versorgung akut Hilfe leisten. Weitere Aufgabenbereiche sind die Seeraumüberwachung, Embargoüberwachung und der Schutz der internationalen Handelsflotte in gefährdeten Gebieten. Bei der Abgrenzung zu ähnlichen Schiffstypen ergeben sich – auch aufgrund des vorgesehenen sehr variablen Verwendungszweckes – Überschneidungen (siehe weiter unten).

## Aufbau
Charakteristisch für ein JSS ist ein großräumiges Fahrzeugdeck zum schnellen Verladen und Transport auch schweren Gerätes wie beispielsweise Kampfpanzern, ein Flugdeck zum gleichzeitigen Starten und Landen von mehreren Mehrzweck- oder Transporthubschraubern sowie das dazugehörige Hangardeck, angemessene Ladekapazitäten zur Lagerung von Treibstoff, Material und Munition für den Nachschub, ausreichend Unterkünfte für Truppenverlegungen bis zu Bataillonsstärke, eine vollausgestattete medizinische Station mit Operationssälen und ein Kommandodeck speziell für die Führung militärischer Operationen mit entsprechend vorhandener Nachrichten- und Kommunikationselektronik.
Über diese Ausrichtung ist es möglich, mit einem JSS verschiedene Aufgaben, die ursprünglich von mehreren Schiffen erfüllt werden müssen, zu vereinen und somit insgesamt effizienter und schneller zu agieren. Diesbezüglich kombiniert ein JSS die Fähigkeiten von Versorgungsschiff, Docklandungsschiff, Hubschrauberträger bis hin zu Aufgaben eines amphibischen Angriffsschiffes.
Die Konzeption des Schiffes ist modular angelegt, um flexibel nach unterschiedlichsten Einsatzprofilen schnell und zweckmäßig umgerüstet werden zu können und bietet somit vielfältige operative Möglichkeiten.

## Geschichte
Die Idee des Joint Support Ships entstand aus der bereits im frühen Einsatzstadium bemerkbaren Entwicklung von Hubschrauberträgern zur Übernahme weiterer Funktionen wie Kommandostelle (Bezeichnung als „Kommandoträger“ bei der Blue-Ridge-Klasse) oder Logistik, zum Beispiel bei der US-amerikanischen Iwo-Jima-Klasse. Die Ausstattung und Konstruktion der neueren Hubschrauberträger zur amphibischen Verladefähigkeit mit einem Welldeck beziehungsweise mit zusätzlichen Ladekapazitäten zur Versorgung wurde dabei in den folgenden Jahrzehnten und späteren Schiffsklassen immer weiter an die Zusammenführung operativer Aufgaben angepasst, was zur Wasp-Klasse oder der britischen Ocean führte. Parallel dazu erweiterten sich auch die Einsatzanforderungen an reine Landungsfahrzeuge hin zu diesen Fähigkeiten, nämlich Mitnahme mehrerer Hubschrauber zum schnellen Transport und operativer Führungsfunktion, zusätzlich zur Verlademöglichkeit unabhängig von Seehäfen. Beide Entwicklungen mündeten letztendlich in Überlegungen, ein Mehrzweckschiff zu schaffen, das von Beginn an auf die Übernahme all dieser Funktionen ausgelegt ist.
Mitte der neunziger Jahre plante die Deutsche Marine die Indienststellung eines zur operativen Unterstützung geeigneten Schiffes, angepasst an die Änderung der Sicherheitslage nach Ende des Kalten Krieges und der damit verbundenen strategischen Transformation der deutschen Streitkräfte.
Lag der Fokus bis 1990 noch in erster Linie auf der Landesverteidigung, bewegte sich das Einsatzspektrum der Bundeswehr in der Folge hin zur Beteiligung an internationalen Eingreifmissionen weltweiter Krisenherde (beispielsweise im Zweiten Golfkrieg oder in Somalia).
So war die Deutsche Marine statt mit der Verteidigung der deutschen Küste, was über den Einsatz von Küstenschnellbooten, Fregatten wie die der Bremen-Klasse oder konventionellen U-Booten gewährleistet werden konnte, nunmehr mit neuen Aufgaben betreut, wie dem Einsatz in internationalen Marineverbunden, Minenräumung sowie der Versorgung und Unterstützung deutscher Truppen auf Auslandsmissionen. Besonders während des Abzuges aus Somalia wurde die Abhängigkeit von maritimer logistischer Unterstützung durch andere beteiligte Nationen und das Fehlen eigener Kapazitäten deutlich.
Daraus ergaben sich die Erforderlichkeiten eines Mehrzweckschiffes, das in der Lage wäre, diese Aufgaben zu übernehmen. Allerdings wurde im Zuge der Reform und Transformation der Bundeswehr und damit verbundener Abrüstung in den neunziger und nuller Jahren aufgrund der veränderten Sicherheitslage dieses Vorhaben auf Eis gelegt, maßgeblich auch aufgrund der im Vergleich zu bestehenden deutschen Schiffstypen erheblichen Kosten eines derartigen Schiffes. Nichtsdestotrotz bestand das Anforderungsprofil weiterhin und äußerte sich bei kommenden Einsätzen, weshalb im Zuge der Neuausrichtung der Bundeswehr die Anschaffung zweier Joint Support Schiffe in die Zielvorstellung „Marine 2025+“ wieder aufgenommen wurde.
Zurzeit planen die Marinen mehrerer Länder – unter anderem die kanadische oder auch die der Niederlande und Deutschlands in einem Gemeinschaftsprojekt – die Nutzung eines oder mehrerer JSS, um den aktuellen Gegebenheiten der weltweiten Konfliktbewältigung und demgemäß geänderten Anforderungen geeignet ausgestattet zu sein, beispielsweise im Rahmen der Krisenreaktionskräfte der Europäischen Union.

## Vergleich ähnlicher Systeme
Bereits im Einsatz befindliche Schiffe, die weitestgehend dem Anforderungsprofil eines Joint Support Ship entsprechen, sind die der niederländischen Rotterdam-Klasse, der spanischen Galicia-Klasse oder auch der San-Antonio-Klasse der United States Navy, wobei hier aufgrund des Welldecks genauer von einem amphibischen Transportdocklandungsschiff (NATO-Bezeichnung „Landing Platform Dock“ – LPD) gesprochen wird, mit der Intention des vorgesehenen Einsatzes auf von Häfen unabhängigen Landungsoperationen. Auch zu „Docklandungsschiff“ (NATO-Bezeichnung „Landing Ship Dock“ – LSD) genannten Klassen wie der französischen Foudre-Klasse ergeben sich, abhängig von der Definition der jeweiligen nationalen Marine, Überschneidungen, ebenso wie zu Hubschrauberträgern mit zusätzlicher logistischer und Flaggschiff-Funktion wie zum Beispiel der französischen Mistral-Klasse, die mitunter ebenfalls als Joint Support Ship bezeichnet wird. Die kanadische Marine hat sich als Joint Support Ship für einen auf der Berlin-Klasse beruhenden Entwurf entschieden. Die deutsche Marine als Betreiberin von drei Schiffen dieser Klasse sieht diese dagegen als „Einsatzgruppenversorger“ und explizit nicht als „Joint Support Ships“.